# Haroldo Fossa
Haroldo Fossa Rojas (19 de agosto de 1935-Concepción, 7 de septiembre de 2006) fue un ingeniero forestal, empresario y político chileno. Entre 1998 y 2002 ejerció como diputado por el distrito N.° 46, Región del Biobío.

## Biografía
Nació el 19 de agosto de 1935.
Se casó con Gladys Corvalán Céspedes y tuvieron cuatro hijas.

### Estudios y trayectoria laboral
Se recibió de ingeniero forestal y comenzó a ejercer entre 1962 y 1969, en la empresa Infor, Industrias Forestales.
En la misma época, se dedicó a la labor docente, como profesor auxiliar en la Universidad de Chile.
Desde el año 1970, se desempeñó como gerente forestal en Celco, hasta 1974 y al año siguiente ocupó el mismo cargo en Copihue. Fue también, director regional de la Corporación de la Madera (CORMA), en la VIII Región, en representación de la provincia de Arauco. Secretario de la Corporación de Desarrollo de Arauco y presidente del directorio PROARAUCO S.A.
Posteriormente, se dedicó a ser empresario forestal independiente, e instaló empresas como Soproma, Promacol, Transportes Colico e Inversiones Colico.

### Trayectoria política
Inició sus actividades políticas al integrarse al partido Renovación Nacional (RN), donde ocupó los cargos de presidente de distrito y consejero nacional.
En 1997 fue elegido diputado, por el distrito N.°46, correspondiente a las comunas de; Lota, Lebu, Arauco, Curanilahue, Los Alamos, Cañete, Contulmo y Tirúa, VIII Región, para el período 1998-2002; integró la Comisión Permanente de Trabajo y Seguridad Social y la de Familia.
Falleció en Concepción, Chile, el 7 de septiembre de 2006, después de una larga enfermedad.

## Historia electoral

### Elecciones parlamentarias de 1997
- Elecciones parlamentarias de 1997, para el Distrito 46, Lota, Lebu, Arauco, Curanilahue, Los Álamos, Cañete, Contulmo y Tirúa[1]

### Elecciones parlamentarias de 2001
- Elecciones parlamentarias de 2001 a Diputado por el distrito 46 (Lota, Los Álamos, Arauco, Cañete, Contulmo, Curanilahue, Lebu y Tirúa  ) [2]